# Rottal Auto
Die Rottal Auto AG, abgekürzt ARAG, ist ein Verkehrsunternehmen mit Sitz in Ruswil im Kanton Luzern. Seit ihrer Gründung als Automobilgesellschaft Rottal im Jahr 1918 bietet die Rottal Auto AG öffentliche Verkehrsdienstleistungen an und ist seit dem Jahr 2000  als eigenständiges Unternehmen innerhalb der Eurobus-Gruppe tätig. Sie betreibt Buslinien im Raum Luzern, Sursee und Willisau.
Das Unternehmen verfügt über eine Flotte von 25 Linienbussen, darunter Standardbusse, Gelenkbusse und Elektrobusse, und beschäftigt rund 125 Mitarbeitende. Im Jahr 2022 beförderte die Rottal Auto AG etwa 2,7 Millionen Fahrgäste und legte dabei rund 2,4 Millionen Kilometer zurück. Insgesamt bedient sie mit 11 Buslinien ein Gebiet mit rund 73'000 Einwohnern.
Neben dem Linienverkehr bietet die Rottal Auto AG auch Schulbusdienste und weitere Mobilitätslösungen an.

## Linien

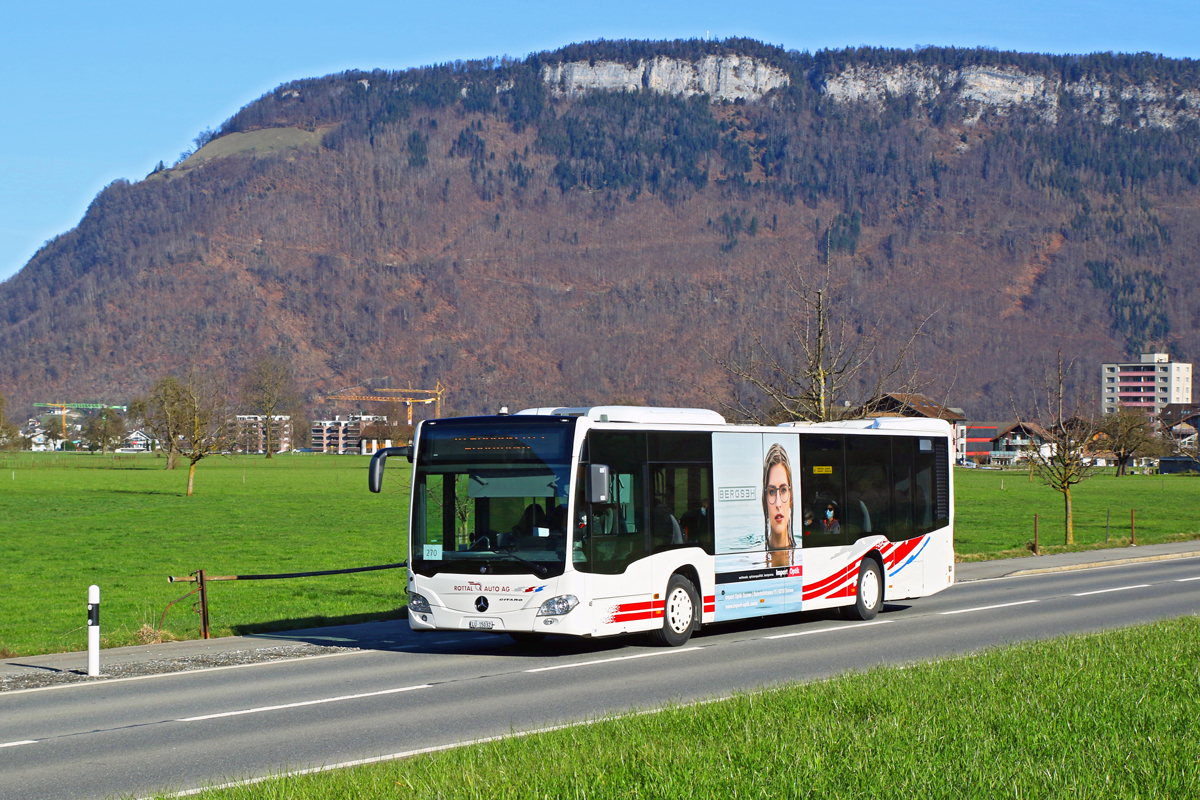
Der Mercedes-Benz Citaro Nr. 46 der Rottal Auto AG unterwegs als Bahnersatz in Oberdorf NW (2021).

- 60: Buttisholz, Dorf–Ruswil–Rothenburg, Station
- 61: Ettiswil, Post–Ruswil–Luzern, Bahnhof
- 62: Ruswil, Rottalcenter–Buttisholz–Sursee, Bahnhof
- 63: Sursee, Bahnhof–Ettiswil–Willisau
- 64: Ruswil, Rottalcenter–Wolhusen, Bahnhof–Wolhusen, Spital
- 65: Nottwil, Wysshüsli–Sursee, Bahnhof
- 66: Sursee, Bahnhof–Ettiswil–Willisau
- 212: Wolhusen, Bahnhof–Malters, Bahnhof
- 111: Ebikon–Waldibrücke

Darüber hinaus werden Teile des Nachtstern-Netzes ebenfalls von der Rottal Auto AG bedient.